# Plaça de l'Ajuntament (Vílnius)

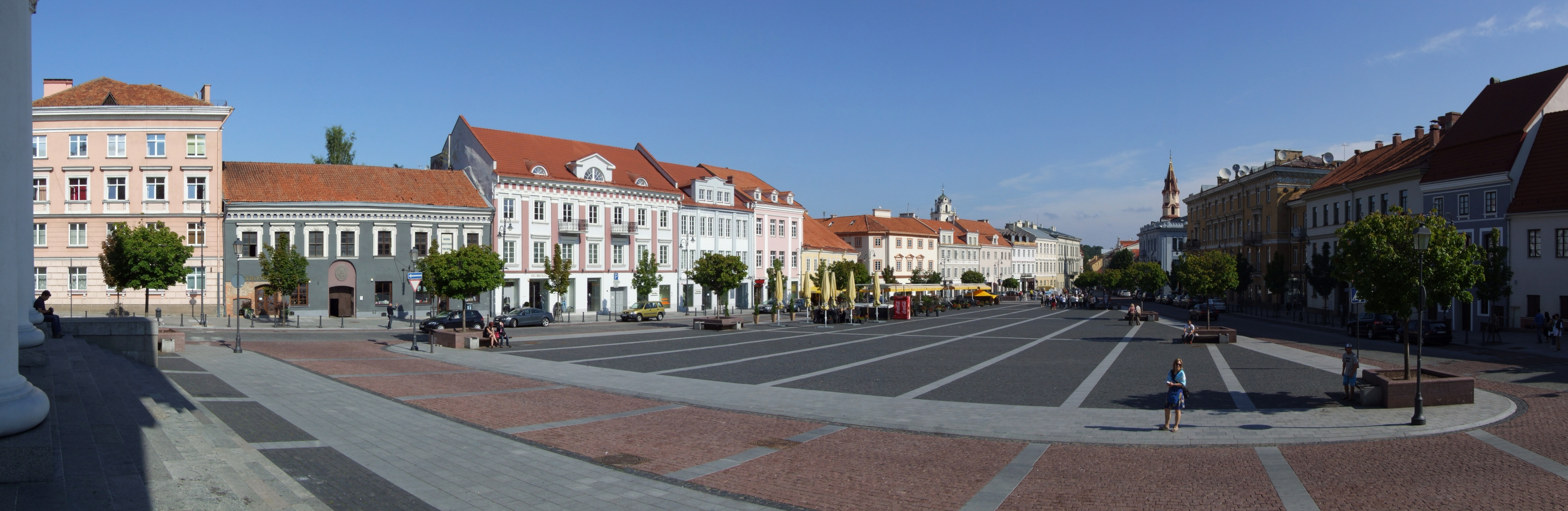
Vista actual de la plaça

La Plaça de l'Ajuntament (en lituà: Rotušės aikštė) es troba al final del carrer Pilies en un centre tradicional de comerç i esdeveniments de Vílnius, capital de Lituània.
En ella s'organitzen nombrosos concerts i atraccions, fires anuals com la Fira Kaziukas així com les celebracions de les dates importants de l'estat. El principal arbre de Nadal del país s'instal·la aquí.

## Història
Ja al segle xv la plaça estava envoltada per petites botigues. Amb l'expansió de la ciutat i el desenvolupament del comerç, aquest nombre va augmentà. La majoria venien productes de la carn i sal. Se sap que totes aquestes botigues no podien transferir-se lliurement, ja que tot estava estrictament regulat. Les operacions a la plaça de l'ajuntament estaven restringides com, amb la prohibició que els jueus instal·lessin allà les seves botigues. També estava prohibit comprar productes a les vores de les carreteres per després vendre'ls més cars a la plaça, això era una mesura per evitar que a causa de l'escassetat d'alguns productes, en alguns temps, com els cereals, assolissin preus superiors. Qualsevol violació d'aquestes regles eren castigades amb multes, assotaments, empresonament i confiscació de la mercaderia. Els béns confiscats eren donats a diversos hospitals.
Seguint l'exemple establert en altres ciutats, Vílnius va accedir al Dret de Magdeburg. Els drets van ser concedits per als comerciants en ruta a través de Vílnius que podien aturar-se a la capital per vendre els seus productes en un mercat. El 1503, a causa del gran nombre de comerciants estrangers a la ciutat, es va construir una casa especial per al seu allotjament, al lloc que actualment ocupa la Filharmònica Nacional. Tenien habitacions per als comerciants i els seus seguicis i els locals per emmagatzemar les seves mercaderies, així com espai per als cavalls, carro i trineus. Les estrictes regulacions també es van imposar als comerciants i gremis respecte de la construcció de les parades del mercat i la participació en esdeveniments de la ciutat.
Moltes de les atraccions i esdeveniments s'organitzaven a la plaça, com les actuacions dels ossos, comediants i acròbates que viatjaven, i diverses comparses. Els misteris o actuacions semireligioses, també van ser populars.